# Hospital Municipal de Játiva
El Hospital Municipal, sito en la plaza Calixto III, del municipio de Játiva, en la comarca de La Costera, está catalogado como Bien de interés cultural con anotación ministerial número R-I-51-0004504 y fecha de disposición 5 de junio de 1981.

## Historia
El hospital se puede datar en el siglo XIII, cuando Jaime I de Aragón tras la reconquista de la ciudad fundó un hospital (1250). Ya en el siglo XV se tiene noticias de la necesidad de construir otro hospital ante la insuficiente capacidad del existente, ampliándose mediante la adquisición de viviendas colindantes, ocupando toda la manzana, y a la elevación de un hospital de nueva planta, cuya construcción se alargó durante el siglo XVI. En el siglo XVIII, en 1707, con el incendio de la ciudad, fue necesaria su reforma interior, se aprovechó estas reformas para decorar sus salas a finales del mismo siglo con arrimaderos de azulejos de la Real Fábrica de Valencia, adquirida hacía poco por el setabense de origen francés, Marcos Antonio Disdier.
Ya en el siglo XX, para adaptarlo a las exigencias hospitalarias modernas, se han llevado a cabo varias reformas: construcción entreplantas; se han practicado múltiples vanos en todas las fachadas, excepto en la principal; construcción de nuevas escaleras, galerías, terrazas y cajas de ascensores, además de nueva tabiquería y pasillos.
En 2006, con motivo de la celebración de la exposición La Luz de las Imágenes se restauró la capilla para albergar el centro de recepción de visitantes en 2007.
El conocido Hospital Mayor de Xàtiva, se retiró de forma definitiva en el año 1984, cuando fue sustituido por el nuevo hospital Lluís Alcanyís. El arquitecto Vicent Torregrosa, realizó obras tres años más tarde, las obras que se realizaron alteraron algunas zonas de la planta baja y de los entresuelos, el patio, los cuerpos sur, oeste y norte de la primera planta del edificio. Durante las obras de 1992 fueron hallándose elementos ornamentales que no se habían encontrado hasta el momento. En diversas zonas del centro hospitalario, quedaban restos del zócalo de azulejo, aparecen una inscripción entre la segunda y tercera capa de enlucido del extremo norte del muro de poniente, en otros lugares, hallaron grafitis y dibujos

## Descripción
El conjunto está estructurado alrededor de un patio interior pero el elemento que lo identifica, es la fachada principal, organizada en dos estilos completamente diferentes, que evidencian las fases constructivas, fusión de la última arquitectura gótica y los primeros ensayos renacentistas. Presenta planta trapezoidal. En la parte inferior derecha está el acceso a la capilla gótica, compuesta por una portada adintelada y un tímpano de medio punto sobre el que se desarrolla un arco conopial que en su última imposta está decorada por figuras de ángeles músicos que acompañan a la virgen y al niño situados en una hornacina superior.
En la parte superior de la fachada se desarrolla una logia corrida de arcos de medio punto con un alero en saliente. El resto de la fachada es de estilo Renacentista. La puerta central a modo de arco triunfal romano, con pilastras dóricas, friso, frontón y enmarcado por hornacinas. En el centro la portada y sobre ella siguiendo el eje de simetría se abren tres ventanales. Un cuarto ventanal se sitúa en la parte izquierda ligeramente más separado de los demás lo cual da un gran equilibrio visual al conjunto de la fachada. El interior es de una sola nave de planta cuadrada con cubierta de bóveda estrellada de terceletes con las claves policromadas que se sustenta en ménsulas también policromadas.
En el año 2018, se realizaron obras de construcción de un nuevo dispensario de salud. En estas reformas salieron a la luz nuevos elementos. Uno de ellos es considerado un elemento patrimonial de este histórico edificio, considerado como bien de interés cultural. Se trata de una obsoleta puerta medieval, caracterizada por gozar de un estilo gótico, muy parecida a la que ya existe en la planta primera del nosocomio. También fue encontrado un grafiti esculpido en piedra.
El responsable del proyecto que se realizó es el arquitecto Vicent Torregrosa y considera que la datación de la puerta hallada podría situarse entre los siglos XV y XVI. El experto consolida que la puerta se caracteriza por un notable y singular capialzado en su arco interior y unas esbeltas dovelas en su arco exterior.